# 쿨데레
쿨데레(일본어: クーデレ)는 재패니메이션이나 미연시 등에서 쉽게 찾아볼 수 있는 성격중 하나로서 츤데레에서 "츤"대신 차갑고 과묵한 성격의 쿨(Cool)이 들어간 형태이다. 일본의 온라인 커뮤니티 2채널의 뉴스속보(VIP)게시판에서 처음 쓰이기 시작한 말이다.
츤데레와 함께 대상에게 본심을 잘 드러내지 않는 성격으로서 츤데레가 심한 감정의 변화를 보이는데 비해 쿨데레는 대상에게 관심을 전혀 두지 않는 것처럼 행동하며, 매우 냉정하고 말수가 적다. 하지만 대상이 알게 모르게 배려해주는 등의 태도로서 그 본심을 표현하기 때문에 쿨데레는 츤데레와 색다르다.
쿨데레의 대표적인 캐릭터로는 애니메이션 시리즈 «에반게리온»의 히로인 아야나미 레이를 들 수 있다. 레이는 흰 피부에 하늘색 머리를 지닌 여성으로 무표정하고 사무적인 성격이지만, 주인공과의 교류를 통해 조금씩 마음을 여는 모습이 묘사된다. 레이의 인기로 하늘색 머리카락은 쿨데레를 상징하는 색상으로 부상하기도 했다.

## 같이 보기
- 츤데레
- 얀데레
- 도짓코